# Beskides moravo-silesios
Los Beskides moravo-silesios (en checo: Moravskoslezské Beskydy) es una cordillera en la República Checa con una pequeña parte que alcanza a Eslovaquia. Queda en la división histórica entre Moravia y Silesia, de ahí su nombre.
Las montañas se crearon durante la Orogenia alpina en el Terciario. Geológicamente, está formado principalmente por depósitos de flysch. En el norte se alzan de manera muy inclinada hasta caso 1000 metros sobre un paisaje bastante llano, en el sur se unen suavemente con los Javorníky. En el suroeste están separados de Vsetínské vrchy por el valle de Rožnovská Bečva, en el noreste el paso Jablunkov los separa de los Beskides silesios. 

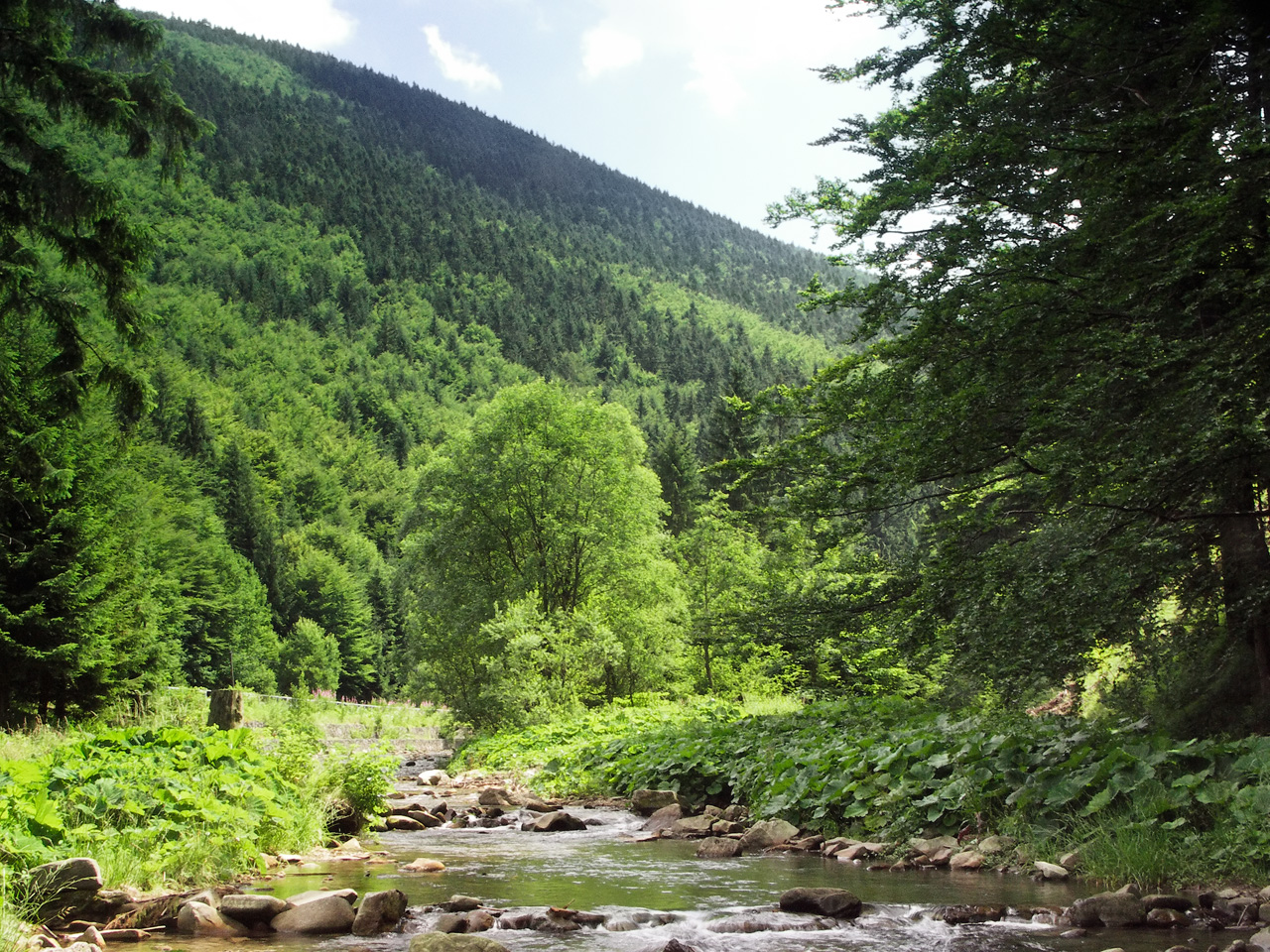
El río Čeladenka en los Beskides moravo-silesios.

El punto más alto es el monte Lysá hora con 1.323 m s. n. m., que es uno de los lugares más lluviosos de la República Checa con alrededor de 1500 mm de precipitación al año. Muchas leyendas están vinculados al monte Radhošť, 1.129 m s. n. m., que es uno de los lugares más visitados de las montañas junto con el cercano centro turístico de Pustevny.
Los Beskides moravo-silesios forman la parte mayor del Área Paisajística Protegida de los Beskides. Las montañas están cubiertas de bosque en un 80%, aunque principalmente por plantaciones de picea noruega que en algunas partes quedaron muy dañadas por emisiones de las fábricas en la región industrial de Ostrava. Al principio, las montañas estaban cubiertas de un bosque mixto con hayas que se conservan en muchos lugares. Recientemente se ha confirmado la presencia permanente de los tres grandes carnívoros de Europa central – lince, oso y lobo.

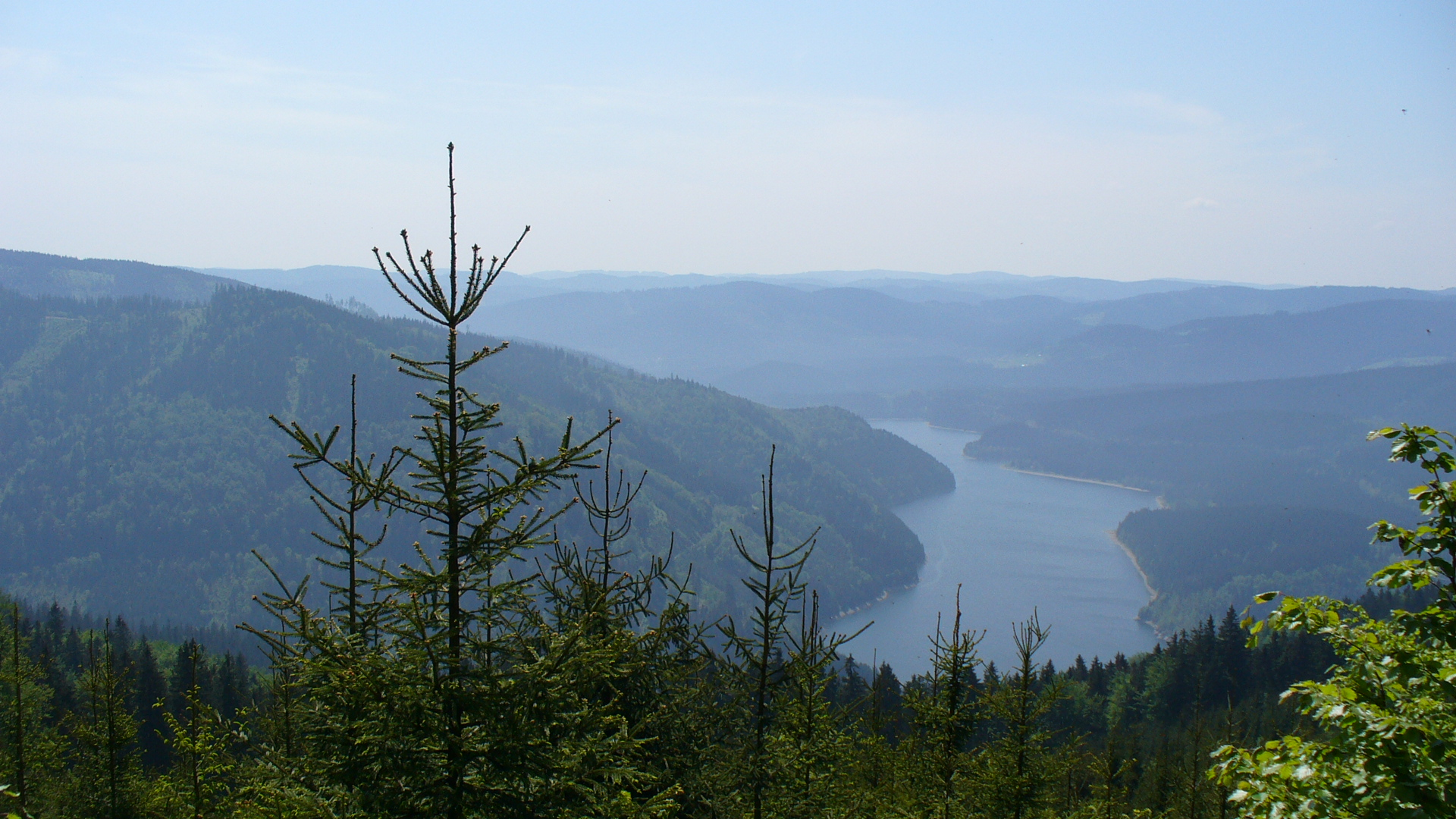
Embalse de Šance en el río Ostravice en los Beskides moravo-silesios.

Hay muchos centros de vacaciones tanto para el invierno como para el verano, con centros en las ciudades bajo las montañas (Frýdlant nad Ostravicí, Frenštát pod Radhoštěm, Rožnov pod Radhoštěm) y también en centros menores, aldeas y chalés por todas las montañas, especialmente en las crestas.
Partes de dos eurorregiones, los Beskides y Těšínské Slezsko/Śląsk Cieszyński, llegan a los Beskides moravo-silesios. 